# Henryk Średnicki
Henryk Średnicki (Siemianowice Śląskie, 17 gennaio 1955 – Piotrków Trybunalski, 10 aprile 2016) è stato un pugile polacco.

## Palmarès

### Mondiali dilettanti
- 1 medaglia:
  - 1 oro (Belgrado 1978 nei pesi mosca)

### Europei dilettanti
- 2 medaglie:
  - 2 ori (Halle 1977 nei pesi mosca-leggeri; Colonia 1979 nei pesi mosca)